# 1747 у науці
У 1747 році в науці й техніці відбулися такі важливі події.

## Анатомія
- Бернард Зиґфрід Альбінус (1697—1770) за допомогою художника Яна Ванделаара (1691—1759) створює найточніший опис кісток і м'язів людського тіла в Tabulae Sceleti et Musculorum Corporis Humani («Таблиці скелету і м'язів людського тіла»).
- Альбрехт фон Галлер публікує працю Experiments in the Anatomy of Respiration («Експерименти з анатомії дихання»).

## Освіта
- Національна школа мостів та доріг заснована в Парижі під керівництвом Жана-Родольфа Перроне.

## Відкриття
- 24 червня — 14 жовтня — англійські кораблі «Галерія Доббса» та «Каліфорнія» під командуванням капітанів Вільяма Мура та Френсіса Сміта досліджують Гудзонову затоку та з'ясовують, що цим маршрутом немає Північно-Західного проходу.

## Математика
- Жан ле Рон д'Аламбер використовує диференціальні рівняння з частковими похідними в математичній фізиці.

## Медицина
- 1 січня — у Франції виходить наказ короля Людовика XV Ordonnance du roi, portant règlement général concernant les hôpitaux militaires, який встановлює загальні правила щодо військових госпіталів.
- 31 січня — у лікарні Лондон Лок відкривається перша клініка венеричних захворювань.[1]
- Джеймс Лінд проводить один з перших контрольованих експериментів у клінічній медицині щодо впливу цитрусових як ліків від цинги.[2]

## Фізика
- 2 липня — Бенджамін Робінс представляє Королівському товариству статтю, в якій описується фізика обертового снаряда, за результатами його дослідження стволів гвинтівок.[3][4]

## Нагороди
- Медаль Коплі: Говін Найт[5]

## Народились
- 13 січня — Шарль де Ньєпор (помер 1827), французькийматематик.
- 17 січня — Маркус Герц (помер 1803), німецький лікар.
- 19 січня — Йоганн Елерт Боде (помер 1826), німецький астроном.
- 10 лютого —
  - Айда Ясуакі (помер 1817), японський математик.
  - Андре Туен (помер 1824), французький ботанік та агроном.
- 11 березня — Вільям Кертіс (помер 1799), англійський ботанік та ентомолог.
- 22 квітня — Жозеф Юбер (помер у 1825), вчений, дослідник, ботанік і натураліст з Реюньйону.
- 4 травня — Філіп-Жан Пеллетан (помер 1829), французький хірург.
- 8 травня — Матіас Меттерніх (помер 1825), німецький математик, фізик, публіцист і політик.
- 23 червня — Мікеле Троя (помер 1827), італійський лікар.[6]
- 7 жовтня — Антуан Ніколя Дюшен (помер 1827), французький агроном.
- 23 листопада — барон Зигмунд Цойс фон Едельштейн (Барон фон Цойс) (помер 1819), словенський геолог, на честь якого названо цоїзит.
- 8 грудня — Клеман Жозеф Тіссо (помер 1826), французький лікар.[7]
- 30 грудня — Рубен Берроу (помер 1792), англійський математик і сходознавець.

## Померли
- 15 січня — Франсуа Жіго де Лапейроні (нар. 1678), французький хірург, головний хірург і довірена особа короля Людовика XV.
- 25 січня — Франческо де Фікороні (нар. 1664), італійський археолог та антиквар.
- 7 березня — Ніколя Маюдель (нар. 1673), французький єзуїт і лікар.
- 2 квітня — Йоганн Якоб Ділленіус (нар. 1687), німецький художник-ботанік і лікар, який вивчав криптогами (нижчі рослини, що не мають насіння та квітів), такі як мохи та водорості і написав кілька статей про них.
- 19 червня — Алессандро Марчелло (нар. 1684), італійський письменник, філософ, композитор і математик.
- 8 серпня — Мартен Трівальд (нар. 1691), шведський інженер-механік.
- Йоганн Генріх фон Гойхер (нар. 1677), німецький ботанік, на честь якого названо рід гейхера.